# Vidar Riseth
Vidar Riseth (* 21. April 1972 in Frosta) ist ein ehemaliger norwegischer Fußballspieler.
Der Mittelfeldspieler begann seine Karriere bei Neset F.K. und kam über die Stationen Rosenborg BK, Kongsvinger IL, Luton Town, LASK Linz, Celtic Glasgow zum TSV 1860 München. In der Bundesliga kam er auf 53 Spiele, in denen er 3 Tore erzielte. Anschließend kehrte er zu Rosenborg BK zurück. Ende 2007 wechselte er überraschend – wie er selbst angab, aus familiären Gründen – zum norwegischen Erstligisten Lillestrøm SK.
In der norwegischen Nationalmannschaft kam er 52 Mal zum Einsatz und erzielte dabei vier Tore. Dabei gehörte er zum norwegischen Aufgebot für die Fußball-Weltmeisterschaft 1998 und für die Europameisterschaft 2000.
Bei den missglückten Qualifikationen zur Fußball-Weltmeisterschaft 2002, Fußball-Europameisterschaft 2004, Fußball-Weltmeisterschaft 2006 und zur Fußball-Europameisterschaft 2008 war er ebenfalls mit dabei. Sein letztes Länderspiel machte er am 21. November 2007 beim 4:1 im Ta’ Qali-Stadion gegen Malta.

## Kurioses
Riseth wurde im Jahr 1998 nach Schottland zu Celtic Glasgow transferiert. Die stolze Ablösesumme für ihn betrug rund 2,2 Millionen Euro. Das Geld hierfür landete allerdings nie auf dem Konto des LASK, sondern verschwand im Zuge der Rieger-Affäre.